# Liste von Malern/B
Die folgende Liste führt möglichst umfassend Maler aller Epochen auf.
Die Liste ist soweit vorhanden alphabetisch nach Nachnamen geordnet.

## Baa… bis Bak…
Baargeld, Johannes Theodor (1892–1927), Deutschland
Baba, Corneliu (1906–1997), Rumänien
Babberger, August (1885–1936), Deutschland
Baburen, Dirck van (1595–1624), Niederlande
Baca-Flor, Carlos (1869–1941), Peru
Bacchiacca (1494–1557), Italien
Bacciarelli, Marcello (1731–1818), Italien
Bach, Elvira (* 1951), Deutschland
Bach, Johann Philipp (1752–1846), Deutschland
Bach, Johann Sebastian (1748–1778), Deutschland
Bach, Katharina (* 1959), Deutschland
Bachi, Raphael (1717–1767), Frankreich
Bachmann, Horst (1927–2007), Deutschland
Bachorik, Oto (* 1959)
Bachta, Johann Baptist (1782–1856), Deutschland
Bächtiger, Augustin Meinrad (1888–1971), Schweiz
Baciccio, eigentl. Giovanni Battista Gaulli (1639–1709), Italien
Backer, Harriet (1845–1932), Norwegen
Backer, Jacob Adriaensz. (≈1608–1651), Niederlande
Bacler d'Albe, Louis Albert Guislain (1761–1824), Frankreich
Baco, Jaime (um 1413–1461)
Bacon, Francis (1909–1992), Irland
Badile, Antonio (1518–1560), Italien
Badile, Giovanni (1379–1451), Italien
Badur, Frank (* 1944), Deutschland
Baechler, Donald (1956–2022), USA
Baegert, Derick (≈ 1440–1515), Deutschland
Baegert, Jan (≈ 1465–1535), Deutschland
Baer, Fritz (1850–1919), Deutschland
Baer, Jo (1929–2025), USA
Bærtling, Olle (1911–1981), Schweden
Baertsoen, Albert (1866–1922)
Baglione, Giovanni (1566–1643), Italien
Bahndorf, Heribert (1877–1958), Deutschland
Bähr, Johann Karl Ulrich (1801–1869), Deutschland
Bähr, Otto Johannes (1919–2008), Deutschland
Bailly, David (1584–1657), Niederlande
Baj, Enrico (1924–2003), Italien
Bajrić, Edin (* 1980), Deutschland
Bak, Samuel (* 1933)
Baker, Lucy (* 1955), USA
Bakhuizen, Ludolf (1631–1708), Niederlande
Bakker Korff, Alexander Hugo (1824–1882), Niederlande
Bakst, Léon (1866–1924)

## Bal… bis Ban…
Balagura, Saúl (* 1943), Kolumbien
Balden, Theo (1904–1995), Deutschland
Balden-Wolff, Annemarie (1911–1970), Deutschland
Baldenweg, Marie-Claire (* 1954), Schweiz
Baldese, Ambrogio di (1377–1427), Italien
Baldessari, John (1931–2020), USA
Baldovinetti, Alesso (1427–1499), Italien
Baldrighi, Giuseppe (1722–1803), Italien
Baldung, Hans (1484–1545), Deutschland
Balen der Ältere, Hendrik van (1575–1632), flämischer Maler
Balestra, Antonio (1666–1740), Italien
Balla, Giacomo (1871–1958), Italien
Balle, Mogens (1921–1988)
Balleroy, Albert de (1828–1872), Frankreich
Ballmer, Karl (1891–1958), Schweiz
Balluf, Ernst (1921–2008), österreichischer Maler und Grafiker
Baltens, Pieter (1527–1584), flämischer Maler
Balthus (Graf Balthasar Klossowski de Rola; 1908–2001)
Baltzer, Hans (1900–1972)
Baluschek, Hans (1870–1935), Deutschland
Balwé, Arnold (1898–1983)
Balwé-Staimmer, Elisabeth (1896–1973)
Balyon, Jan (* 1949)
Balzer, Thuro (1882–1967), Deutschland
Bamberg, Katharina (1873–1966), Deutschland
Bamberger, Fritz (1814–1873), Deutschland
Bambini, Nicolò (1651–1736), Italien (Venedig)
Bamboccio, Il (Pieter Jacobsz. van Laer) (1592–1642), Niederlande
Bán-Kiss, Edith (1905–1966), Ungarn
Banco, Alma del (1863–1943), Deutschland
Banco, Maso di († 1348), Italien
Banerjee, Roman (* 1963)
Bannister, Edward Mitchell (1828–1901), USA
Banti, Cristiano (1824–1904)
Bantzer, Carl (1857–1941), Deutschland
Bantzer, Karl Francis (1900–1945)

## Bara… bis Barz
Barabás, Miklós (1810–1898), Ungarn
Baranow-Rossiné, Wladimir (1888–1944), Russland
Baratella, Paolo (* 1935)
Barbalonga, Antonio (1600–1649), Italien
Barbari, Jacopo de’ (1440/50 – v. 1516), Italien
Barbault, Jean (1718–1762), Frankreich
Barbieri, Giovanni Francesco (1591–1666), Italien
Barcelo, Miquel (* 1957)
Bard, James (1815–1897), USA
Bardellino, Pietro (1728–≈1806), Italien
Bardua, Caroline (1781–1864)
Barendsz., Dirck (1534–1592)
Bargheer, Eduard (1901–1979), Deutschland
Baribeau, Robert (* 1949)
Barigelli, Mara (* 1930), Italien
Barker, Robert (1739–1806), Irland
Barker, Thomas (1767–1847), England
Barker, Thomas Jones (1815–1882), England
Barna da Siena (nachweisbar 1340–1350)
Barnaba da Modena (nachweisbar 1361–1383), Italien
Barnard, Edward Herbert (1855–1909), USA
Barnes, Ernie (* 1938)
Barnoin, Henri Alphonse (1882–1935), Frankreich
Barocci, Federico (1528/35–1612), Italien
Baron, Karl Christian Wilhelm (1737–1775)
Barrau-Buñol, Laureano (1863–1950)
Barraud, Maurice (1889–1954), Schweiz
Barré, Martin (* 1924)
Barrias, Félix-Joseph (1822–1907), Frankreich
Barrientos, Walter (* 1960), Peru
Barry, James (1741–1806), Irland
Barry, Solweig de (* 1987), Frankreich
Bartels, Franz Jan (1884–1947), Deutschland
Barth, Carl (1787–1853), Deutschland
Barth, Carl Josef (1896–1976), Deutschland
Barth, Wilhelm (1779–1852), Deutschland
Bartlett, Jennifer (1941–2022), USA
Bartolo, Andrea di (fl. 1389–1428), Italien
Bartolo, Domenico di (≈ 1400–1446), Italien
Bartolo, Taddeo di (1362–1422)
Bartolo di Fredi (≈1330–1410), Italien
Bartolomeo di Fruosino (1366/69–1441), Italien
Bartolomeo di Gentile (≈ 1470–1534), Italien
Bartolommeo, Fra (1472–1517), Italien
Barton, Wolfgang (1932–2012)
Bartsch, Volker (* 1953), Deutschland
Baruchello, Gianfranco (1924–2023), Italien
Barusdina, Warwara Matwejewna (1862–1941), Russisches Kaiserreich und Sowjetunion
Barye, Antoine-Louis (1795–1875), Frankreich
Barz, Mathias (1895–1982), Deutschland

## Bas... bis Baz...
Bas, Hernan (* 1978)
Basaldella, Afro (1912–1976), Italien
Basaldella, Mirko (1910–1969), Italien
Basaldella, Dino (1909–1977)
Basaiti, Marco (um 1470–1530), Italien
Baschang, Hans (1937–2017), Deutschland
Baschenis, Evaristo (1617–1677), Italien
Baschenow, Wassili Iwanowitsch (1737–1799), Russland
Baselitz, Georg (* 1938), Deutschland
Bashkirzewa, Marie (1860–1884), Russland
Basquiat, Jean-Michel (1960–1988), USA
Bassa, Ferrer (um 1285–1348), Spanien
Bassano der Ältere, Francesco (um 1470–1540)
Bassano der Jüngere, Francesco (1549–1592), Italien
Bassano, Gerolamo (1566–1621), Italien
Bassano, Jacopo (1515–1592), Italien
Bassano, Leandro (1557–1622), Italien
Basseporte, Françoise (1701–1780), Frankreich
Bassetti, Marcantonio (1586–1630), Italien
Bassin, Pjotr (1793–1877), Russland
Basso, Dario Alvarez (* 1966), Spanien
Bastiani, Lazzaro (um 1430–1512)
Bastien-Lepage, Jules (1848–1884), Frankreich
Bastiné, Johann Baptist Joseph (1783–1844), Deutschland
Baszel, Günther (1902–1973), Österreich
Batoni, Pompeo Girolamo (1708–1787), Italien
Battke, Heinz (1900–1966), Deutschland
Batz, Eugen (1905–1986), Deutschland
Bauchant, André (1873–1958), Frankreich
Bauck, Jeanna (1840–1926), Schweden/Deutschland
Baudesson, Nicolas, gen. Monsù Badasson (ca. 1609/11–1680), Frankreich
Baudoin, Pierre-Antoine (1723–1769)
Baudry, Paul (1828–1886), Frankreich
Bauer, Annemirl (1939–1989)
Bauer, August (1828–1913), Deutschland
Bauer, Rudolf (1889–1953)
Bauer-Pezellen, Tina (1897–1979)
Bauerle, Karl (1831–1912), Deutschland
Baugin, Lubin (um 1610/12–1663), Frankreich
Baukhage, Gerd (1911–1998), Deutschland
Bauknecht, Philipp (1884–1933)
Baum, Adolf Wilhelm (1891–1977), Deutschland
Baum, Paul (1859–1932), Deutschland
Baumann, Otto (1901–1992), Deutschland
Baumeister, Willi (1889–1955), Deutschland
Bäumer, Eduard (1892–1977), Deutschland
Baumgart, Horst (1932–2020), Deutschland
Baumgärtel, Thomas (* 1960), Deutschland
Baumgartl, Moritz (1934–2024), Deutschland
Baumgarten, Armin (* 1967), Deutschland
Baumgartner, Christiane (* 1967), Deutschland
Baumgartner, Fritz (* 1929)
Baumgartner, Johann Wolfgang (1702–1761), Österreich
Baumhauer, Hans (1913–2001), Deutschland
Baur, Albert (1835–1906), Deutschland
Baur, Albert (1867–1959), Deutschland
Baur-Nütten, Gisela (1886–1981), Deutschland
Bayer, Albert (1895–1967), Frankreich
Bayer, Herbert (1900–1985), Österreich
Bayerlein, Hans (1889–1951), Deutschland
Bayeu y Subías, Francisco (1734–1795), Spanien
Bayeu y Subías, Manuel (1740–1809), Spanien
Bayeu y Subías, Ramón (1744–1793), Spanien
Bayrle, Thomas (* 1937), Deutschland
Bazaine, Jean (1904–2001), Frankreich
Bazille, Frédéric (1841–1870), Frankreich
Baziotes, William (1912–1963), USA

## Bea… bis Bec…
Beal, Gifford (1879–1956), USA
Beal, Jack (* 1931)
Beale, Mary (um 1633–1699), England
Bearden, Romare (1911–1988), USA
Beardsley, Aubrey (1872–1898), Großbritannien
Beaubrun, Charles (1604–1694), Frankreich
Beaubrun, Henri  (1603–1677), Frankreich
Beaucé, Jean-Adolphe (1818–1875), Frankreich
Beauclerk, Diana (1734–1808), Großbritannien
Beaudin, André (1895–1979), Frankreich
Beaumetz, Jean de († 1396)
Beaumont, Claudio Francesco (1694–1766), Italien (Piemont)
Beauneveu, André (1335 bis vor 1413), Frankreich
Beaux, Cecilia (1855–1942), USA
Bécat, Paul-Émile (1885–1960), Frankreich
Beccafumi, Domenico (um 1486–1551)
Becerra, Gaspar (um 1520–1570)
Bechtejew, Wladimir von (1878–1971)
Bechtle, Robert (1932–2020), US-Amerikaner
Bechtold, Erwin (1925–2022), Deutschland
Beck, David (1621–1656), Niederländer
Beck, Gustav Kurt (1902–1983), Österreicher
Beck, Jakob Samuel (1715–1778)
Beck, Leonhard (um 1480–1542)
Beck-Kleist, Gerta (1911–1998)
Beckenkamp, Benedikt (1747–1828)
Becker, August (1821–1887), Deutschland
Becker, Curt Georg (1904–1972)
Becker, Ferdinand (1846–1877), Deutschland
Becker, Fred (1913–2004), USA
Becker, Gordon (1925–2008)
Becker, Henrich (1747–1819)
Becker, Jens (* 1964)
Becker, Karl (1820–1900), Deutschland
Becker, Peter (1828–1904), Deutschland
Becker, Peter (1937–2017), Deutschland
Becker, Walter (1893–1984), Deutschland
Becker-Gundahl, Carl Johann (1856–1925), Deutschland
Becker-Leber, Hans-Josef (1876–1962), Deutschland
Beckmann, Max (1884–1950), Deutschland
Beckmann, Sabine (* 1956)

## Bee... bis Bel...
Beechey, Henry William (um 1790–1870), England
Beeh, René (1886–1922), Deutschland
Beek, Bernardus Antonie van (1875–1941), Niederlande
Beelke, Manfred (1939–2009), Deutschland
Beer, Jan de (ab um 1475), Niederlande
Beer, Karlheinz (* 1953), Deutschland
Beerstraten, Jan (1622–1666), Niederlande
Beert, Osaias (1622 bis um 1678)
Bega, Cornelis Pietersz. (1620–1664), Niederlande
Begas, Adalbert (1836–1888), Deutschland
Begas, Carl Joseph (1794–1854), Deutschland
Begas, Oscar (1828–1883), Deutschland
Begas, Reinhold (1831–1911), Deutschland
Begeyn, Abraham Jansz (1637/38–1697)
Beham, Barthel (um 1502–1540), Deutschland
Beham, Hans Sebald (1500–1550), Deutschland
Behmer, Marcus (1879–1958), Deutschland
Behrens, Dirk (* 1954), Deutschland
Behrens-Hangeler, Herbert (1898–1981), Deutschland
Behzād, Kamal-ud-din (um 1450/60–1535/36)
Beich, Franz Joachim (1665–1748), Deutschland
Beichling, Karl Heinrich (1803–1876), Deutschland
Beier-Red, Alfred (1902–2001), Deutschland
Beijeren, Abraham van (um 1620/21–1690)
Belag, Andrea (* 1951)
Belin d. Ä., Jean-Baptiste (1653–1715), Frankreich
Bell, Josef (1891–1935)
Bell, Vanessa (1879–1961)
Bellangé, Hippolyte (1800–1866), Frankreich
Bellange, Jacques (um 1575 bis um 1616)
Bellany, John (* 18. Juni 1942 Port Seton, Schottland)
Belle, Alexis Simon (1674–1734), Frankreich
Bellechose, Henri (um 1380–1440/44)
Bellegambe, Jehan (um 1470–1534)
Bellegarde, Claude (* 1927)
Bellini, Gentile (1429–1507)
Bellini, Giovanni (um 1430–1516)
Bellini, Jacopo (um 1400–1470/71)
Belliniano, Vittore (1456–1529), Italien
Bellmer, Hans (1902–1975)
Bellori, Giovanni Pietro (1613–1696)
Bellotto, Bernardo (genannt Canaletto; 1721/1722–1780)
Bellows, George Wesley (1882–1925)
Bellucci, Antonio (1654–1726/27), Italien
Belmonte, Giovanni Battista (dok. 1509)
Belot, Gabriel (1882–1962)
Below, Richard von (1879–1925), Deutschland
Beltracchi, Wolfgang (* 1951), Deutschland
Beltrano, Agostino, genannt Agostiniello (1607–um 1665), Italien (Neapel)
Belvedere, Andrea (1652–1732), Italien

## Bem... bis Ben...
Bembo, Bonifacio (um 1420–um 1480), Italien
Bemelmans, Ludwig (1898–1962), USA
Bemmer, Klaus (1921–1979), Deutschland
Benassai, Giuseppe (1835–1878)
Bencovich, Federico (um 1677–1753), Venedig
Benczúr, Gyula (1844–1920), Ungarn
Bendemann, Eduard (1811–1889), Deutschland
Bender, Adolf (1903–1997), Deutschland
Bendixen, Klaus (1924–2003), Deutschland
Bendz, Wilhelm (1804–1832), Dänemark
Benefial, Marco (1684–1764), Italien
Bening, Alexander († 1519), Niederlande
Bening, Simon (um 1483/84–1561), Niederlande
Benjamin-Constant, Jean-Joseph  (1845–1902), Frankreich
Benkert, Josef Albert (1900–1960), Deutschland
Benois, Albert Nikolajewitsch (1852–1936), Russland/Frankreich
Benois, Alexandre (1870–1960), Russland/Frankreich
Benoist, Marie-Guillemine (1768–1826), Frankreich
Benouville, Jean-Achille (1815–1891), Frankreich
Benouville, Léon (1821–1859), Frankreich
Benser, Ursula (1915–2001), Deutschland
Benso, Giulio (1592–1668)
Benson, Ambrosius († 1556)
Benson, Frank Weston (1862–1951), USA
Benton, Thomas Hart (1889–1975), USA
Benvenuto, Giovanni di (1436 bis um 1518), Italien
Benzig, Gerhard (1903–1974)

## Ber... bis Bey...
Bérain der Ältere, Jean (1640–1711), Frankreich
Bérain der Jüngere, Jean (1678–1726), Frankreich
Bérard, Christian (1902–1949), Frankreich
Béraud, Jean (1849–1935), Frankreich
Berchem, Nicolaes Pieterszoon (1620–1683), Niederlande
Berckheyde, Gerrit Adriaenszoon (1638–1698), Niederlande
Berckheyde, Job Andrieszoon (1630–1693), Niederlande
Bercovici-Erco, Moïse (1904–1944), Rumänien
Berend-Corinth, Charlotte (1880–1967), Deutschland
Berény, Róbert (1887–1953), Ungarn
Berentz, Christian (1658–1722), Deutschland
Beres, Katharina Elisabeth
Beresnjak, Elena (* 1962), Russland
Berg, Magnus (1666–1739), Norwegen
Berg, Otto (1861–1944), Deutschland
Berg, Werner (1904–1981), Deutschland
Berga i Boada, Josep (1872–1923), Spanien
Berga i Boix, Josep (1837–1914), Spanien
Bergander, Rudolf (1909–1970), Deutschland
Bergen, Dirck van (1645–1690), Niederlande
Berger-Bergner, Paul (1904–1978), Deutschland
Bergh, Sven Richard (1858–1919)
Berghe, Christoffel van den (um 1590–1642)
Berghe, Frits van den (1883–1939), Belgien
Bergl, Johann Baptist Wenzel (1719–1789), Österreich
Bergman, Anna-Eva (1909–1987), Norwegen
Bergmüller, Johann Baptist (1724–1785)
Bergmüller, Johann Georg (1688–1762)
Bergognone, Ambrogio (Ambrogio da Fossano) (um 1450 bis um 1523)
Bergonzoni, Aldo (1899–1976), Italien
Berggötz, W. (um 1840–1880), Deutschland
Berin, Anton (1575–um 1624)
Beringarius (um 870)
Berke, Hubert (1908–1979), Deutschland
Berkemeier, Ludolph (1864–1931), Niederlande
Berlewi, Henryk (1894–1967), Polen
Berlinghieri, Barone († um 1242), Italien
Berlinghieri, Berlinghiero (nachweisbar 1228–1282)
Berlinghieri, Bonaventura (um 1205/10 bis nach 1274)
Berlinghieri, Marco (nachweisbar 1232–1255)
Berlit, Rüdiger (1883–1939)
Berman, Eugene (1899–1972)
Berman, Helen (* 1936)
Bermejo, Bartolomé (um 1430 bis nach 1498)
Bernard, Émile (1868–1941), Frankreich
Bernard, Pierre (1704–1777), Frankreich
Bernáth, Aurél (1895–1982), Ungarn
Bernatzik, Wilhelm (1853–1906)
Berne-Bellecour, Étienne Prosper (1838–1910)
Berneis, Benno (1883–1916), Deutschland
Bernhard, Georg (* 1929)
Bernhardt, Joseph (1805–1885)
Berndt, Rudolf (1899–1972)
Berni, Antonio (1905–1981)
Bernik, Janez (1933–2016)
Bernini, Gian Lorenzo (1598–1680)
Berns, Ben (1936–2007)
Berruguete, Alonso (um 1488–1561)
Berruguete, Pedro (um 1450–1504)
Bertelsen, Albert (1921–2019), Dänemark
Bertholle, Jean (1909–1996)
Bertin, Jean-Victor (1767–1842), Frankreich
Bertini, Gianni (* 1922)
Bertoia, Jacopo Zanguidi (1544–1573), Italien
Bertone, Carla (* 1975), Argentinien
Bertram von Minden (Meister Bertram) (um 1340–1414/15)
Bertrand, Gaston (1910–1994)
Bertrand, Huguette Arthur (* 1925)
Bertuzzi, Ercole Gaetano (1668–1710), Italien
Beschey, Balthazar (1708–1776), flämischer Maler
Besemann, Christian Andreas (1760–1818), Deutschland
Besemann, Friedrich (1796–1854), Deutschland
Besgen, Annette (* 1958)
Besnard, Albert (1849–1934)
Besser, Hans (16. Jahrhundert)
Besserer, Wilhelm (um 1539–1601)
Bettermann, Gerhart (1910–1992)
Beuckelaer, Joachim (um 1533 bis um 1574)
Beuermann, Wilhelm (1937–2006)
Beuter, Sabine (1949–2015)
Beuys, Joseph (1921–1986)
Bewick, Thomas (1753–1828)
Beye, Bruno (1895–1976), Deutschland
Beyerlein, Kurt (1904–1945)
Beylich, Udo (* 1944)
Beylich, Eva (* 1957)
Beynon, Jan Daniel (1830–1877), Niederlande

## Bia... bis Biz...
Bianchi, Mosè (1840–1904)
Biard, François-Auguste (1799–1882), Frankreich
Biasi, Guido (* 1933)
Biber, Max (1861–1919), Deutschland
Bicci, Lorenzo di (1350–1427), Italien
Bicci, Neri di (1418–1492), Italien
Bickerton, Ashley (* 1959)
Bidauld, Jean Joseph Xavier (1758–1846), Frankreich
Biedermann, Ernst (1868–1928), Deutschland
Biedermann, Johann Jakob (1763–1830)
Biel, Antonie (1830–1880)
Bierbrauer, Adolf (1915–2012), Deutschland
Biermann, Karl Eduard (1803–1892)
Bierstadt, Albert (1830–1902)
Bieser, Natalie (* 1948), USA
Bigot, Trophime (um 1595–1650), Frankreich
Bihari, Sándor (1855–1906), Ungarn
Bilger, Margret (1904–1971)
Bilibin, Iwan Jakowlewitsch (1876–1942)
Bilińska, Anna (1857–1893), Polen
Bill, Max (1908–1994)
Bille, Ejler (1910–2004)
Billgren, Ola (1940–2001), Schweden
Bimbi, Bartolomeo (1648–1729), Italien
Bindel, Paul (1894–1973)
Binder, Eduard (1869–1946)
Bingham, George Caleb (1811–1879)
Biondo, Giovanni del (1356–1399), Italien
Birch, Samuel John „Lamorna“ (1869–1955)
Birch, Thomas (1779–1851)
Birkemose, Jens (1943–)
Birkle, Albert (1900–1986)
Birnschein, Alfred (1908–1990)
Biro, Atila (1931–1987)
Birolli, Renato (1905–1959)
Birstinger, Leopold (1903–1983), Österreich
Bishop, Isabel (1902–1988)
Bisky, Norbert (* 1970), Deutschland
Bison, Giuseppe Bernardino (1762–1844)
Bissier, Julius (1893–1965)
Bissière, Roger (1886–1964)
Bissolo, Francesco (um 1470–1554)
Bizer, Emil (1881–1957)

## Bla... bis Blu...
Blaas, Eugene de (1843–1931), Österreich
Blaas, Julius von (1845–1922), Österreich
Blaas, Karl von (1815–1894), Österreich
Black, Matthias († 1696), Lübeck
Blackwell, Elizabeth (um 1700–1758)
Blais, Jean-Charles (* 1956)
Blake, Peter (* 1932)
Blake, William (1757–1827)
Blakelock, Ralph Albert (1847–1919)
Blanc, Louis Ammy (1810–1885)
Blanchard, Jacques (1600–1638)
Blanchard, María (1881–1932)
Blanche, Jacques-Émile (1861–1942)
Blanchet, Alexandre (1882–1961)
Blanke, Wolfgang (* 1948)
Blankenburg, Richard (1891–1955)
Blau, Günther (1922–2007)
Blau, Karl P. (* 1930)
Blau, Tina (1845–1916), Österreich
Blaue, Alwin (1896–1958)
Blauensteiner, Leopold (1880–1947)
Blau-Lang, Tina (1845–1916)
Blechen, Carl (1798–1840)
Bleckner, Ross (* 1949)
Bleeker, Andreas (1931–2019)
Bleibtreu, Georg (1828–1892), Deutschland
Bleker, Gerrit Claesz. (um 1600–1656)
Blepp, August (1885–1949)
Bles, Herri met de (um 1500/10–1555/1560), flämischer Maler
Blesendorf, Samuel (1633–1699)
Bleuler, Johann Heinrich (1758–1823), Schweiz
Bleuler, Johann Ludwig (1792–1850), Schweiz
Bleyl, Fritz (1880–1966)
Bliklen-Hartmann, Friedrich (1903–?)
Bloch, Albert (1882–1961), USA
Bloch, Carl (1834–1890)
Bloch, Lucienne (1909–1999), Schweiz/USA
Bloch, Martin (1883–1954)
Block, Josef (1863–1943)
Block, Mathilde (1850–1932)
von dem Block, David (um 1590–1640/41)
van den Blocke, Izaak (um 1575–1628)
Bloemaert, Abraham (1564–1651)
Bloemen, Jan Frans van (Orizzonte) (1662–1749)
Bloemen, Pieter van (1657–1720)
Blomberg, Georg Moritz Ernst Freiherr von (1770–1818), Deutschland
Blondeel, Lancelot (1496–1561), Flandern
Bloom, Hyman (* 1913)
Bloot, Pieter de (1601–1651)
Bluemner, Oscar (1867–1938)
Bluhm, Norman (1921–1999)
Blum, Peter H. (* 1964)
Blum, Theo (1883–1968)
Blume, Peter (1906–1992)

## Bo bis Bol...
Bo, Lars (1924–1999), Dänemark
Bobleter, Franz Xaver (1800–1869), Österreich
Boccaccini, Boccaccio (um 1467–1524)
Boccaccino, Camillo (1501–1546), Italien
Boccati, Giovanni (um 1420 bis nach 1480)
Boccioni, Umberto (1882–1916)
Bochner, Mel (1940–2025)
Bocion, François (1828–1890)
Bock, Adolf (1854–1917)
Bock, Adolf (1890–1968)
Bock d. Ä., Hans (um 1550–1624), Schweiz
Bock von Lennep, Dieter (1946–2020), Deutschland
Böcklin, Arnold (1827–1901)
Böckstiegel, Peter August (1889–1951)
Boddien, Heinrich von (1894–?)
Bodmer, Gottlieb (1804–1837)
Bodmer, Karl (1809–1893)
Bodmer, Walter (1903–1973)
Bodom, Erik (1829–1879)
Boeckhorst, Jan (1604–1668), Deutschland, Flandern
Boeckl, Herbert (1894–1966)
Boehle, Fritz (1873–1916)
Boel, Pieter (auch Boel, Peter; Boul, Pierre; Boel, Pierre; Boel, Peeter; Boel, Pietro; Boël, Pierre; Bol; Pierre; Bol, Pieter) (1622–1674), flämischer Maler
Böhm, Pál (1839–1905), Ungarn
Boesner, Christian Ludwig (1797–1880), Deutschland
Boettcher, Christian Eduard (1818–1889), Deutschland
Boettinger, Hugo (1880–1934)
Bogart, Bram (1921–2012)
Boggio, Emilio (1857–1920), Venezuela
Bogoljubow, Alexei (1824–1896), Russland
Bogomazow, Alexander (1880–1930)
Bogorodski, Fedor (1895–1959)
Bohemen, Cornelis (1928–1985)
Böhler, Hans (1884–1961), Österreich
Böhme, Lothar (* 1938), Deutschland
Böhmer, Gunter (1911–1986)
Bohnhorst, August (1849–1919), Deutschland
Bohrdt, Hans (1857–1945), Deutschland
Böhringer, Volker (1912–1961)
Boilly, Louis-Léopold (1761–1845)
Boissard de Boisdenier, Joseph Ferdinand (1813–1866)
Boitel, Maurice (1919–2007)
Bokschaj, Jossyp (1891–1975), Ungarn/Ukraine
Bol, Ferdinand (1616–1680)
Bol, Hans (1534–1593)
Boldini, Giovanni (1842–1931)
Bollmann, Paul (1885–1944), Hamburg, 1907–1911 Meisterschüler bei Adolf Hölzel
Bollongier, Hans Gillisz. (um 1600–1672/75)
Bologna, Vitale da (auch Vitale degli Equi) (1330–1361), Italien
Bolotowsky, Ilya (1907–1981)
Boltraffio, Giovanni Antonio (1467–1516)
Bolz, Hanns (1885–1918)

## Bom... bis Bon...
Bombelli, Sebastiano (1635–1719), Italien
Bomberg, David (1890–1957), Großbritannien
Bombois, Camille (1883–1970), Frankreich
Bömmels, Peter (* 1951)
Bonaiuto, Andrea di († 1379), Italien
Bonasone, Giulio Antonio (um 1488 bis nach 1574), Italien
Bondol, Jan (um 1340–um 1400), Niederlande
Bondy, Walter (1880–1940)
Bonesi, Giovanni Girolamo (1653–1725), Italien
Bonfanti, Arturo (* 1905)
Bonfigli, Benedetto (um 1420–1496)
Bonheur, Rosa (1822–1899), Frankreich
Bonhöfer, Friedrich (Mitte 19. Jh.), Deutschland
Bonian, Ren (auch Ren Yi) (1840–1896)
Pitati, Bonifazio de' (Bonifazio Veronese) (1487–1553), Italien
Bonington, Richard Parkes (1802–1828)
Bonito, Giuseppe (1707–1789)
Bonnard, Pierre (1867–1947)
Bonnat, Léon (1833–1922)
Bonnet, Anne (1908–1960)
Bonneville, François (1755–1844), Frankreich
Bonone, Carlo (1569–1632)
Bonsi, Giovanni (di) (1351–ca. 1376)
Bonsignori, Francesco (um 1455/60–1519)
Bontjes van Beek, Mietje (1922–2012)
Bontjes van Beek, Olga (1896–1995)
Bonvin, François (1817–1887)
Bonzi, Pietro Paolo, genannt Gobbo dei Carracci (1573–1636), Italien

## Bor bis Bos...
Bor, Paulus (um 1600–1669), Niederlande
Borch d. Ä., Gerard ter (1582/84–1662), Niederlande
Borch, Gerard ter (1617–1681), Niederlande
Borch, Gesina ter (1633–1690), Niederlande
Borch, Harmen ter (1638–1677), Niederlande
Borch, Jan ter (tätig zwischen 1634 und 1643), Niederlande
Borch, Moses ter (1645–1667), Niederlande
Borchardt, Felix (1857–1936), Deutschland
Borchert, Erich (1907–1944)
Bordone, Paris (1500–1571)
Borduas, Paul-Émile (1905–1960), Kanada
Boren, Wen (1502–1575), China
Borès, Francisco (1898–1972)
Borghese, Ippolito († 1627), Italien (Neapel)
Borgianni, Orazio (um 1578–1616)
Borgoña, Juan de (um 1470 bis um 1536)
Borissow-Mussatow, Wiktor (1870–1905)
Borneman, Hans (um 1410/20–um 1475)
Börnsen, Holger (1931–2019), Deutschland
Borrani, Odoardo (1833–1905), Italien
Borrassà, Lluís (um 1375–um 1425)
Borremans, Guglielmo (1672–1724)
Borremans, Michaël (* 1963)
Borsato, Renato (1927–2013), Italien
Borselen, Jan Willem van (1825–1892), Niederlande
Borssom, Anthonie van (um 1630–1677), Niederlande
Borst, Dieter (* 1950), Deutschland
Bortnyik, Sándor (1893–1976), Ungarn
Bortolini, Mattia (1696–1750), Italien
Borzone, Francesco Maria (1625–1679), Italien/Frankreich
Borzone, Luciano (1590–1645), Italien (Genua)
Bosboom, Johannes (1817–1891), Niederlande
Bosch, Hieronymus (um 1450–1516), Niederlande
Boscoli, Andrea (um 1560–1606)
Boshier, Derek (* 1937)
Bosko, Bozena (* 1960)
Boss, Ariane (* 1972), Deutschland
Bosschaert, Ambrosius d. Ä. (1573–1621), flämischer Maler
Bosschaert, Ambrosius d. J. (1609–1645), Niederlande
Bosschaert, Jan Baptist (1667–1746), flämischer Maler
Bosschaert, Johannes (um 1607–1628), Niederlande
Bossche, Balthasar van den (1681–1715)
Bosse, Abraham (um 1604–1676), Frankreich
Bossi, Erma (1882/85–1952/60)
Bossi, Giuseppe (1777–1815), Italien

## Bot... bis Boz...
Botero, Fernando (1932–2023), Kolumbien
Both, Andries (1608–1641), Niederlande
Both, Jan (um 1618–1652), Niederlande
Bott, Francis (1904–1998)
Bottalla, Giovan Maria, gen. il Raffaellino (1613–1644), Italien
Böttcher, Jürgen (* 1931), Deutschland
Botticelli, Sandro (1445–1510), Italien
Bötticher, Walter (1885–1916)
Botticini, Francesco (um 1446–1497), Italien
Bottschild Samuel (1641–1707)
Boty, Pauline (1938–1966), Großbritannien
Boucher, François (1703–1770), Frankreich
Boudin, Eugène (1824–1898), Frankreich
Bouguereau, Adolphe William (1825–1905), Frankreich
Boulanger, Gustave Rudolphe (1824–1888)
Boulanger, Louis (1806–1867)
Bouliar, Marie-Geneviève (1762–1825), Frankreich
Boullogne, Bon (1649–1717)
Boullogne der Ältere, Louis (1609–1674)
Boullogne der Jüngere, Louis (1654–1733)
Boulogne, Valentin de (1591–1632), Frankreich
Boumeester, Anna Christine (1904–1971)
Bourdet, Carl Josef Alois (1851–1928)
Bourdichon, Jean (um 1457–1521)
Bourdon, Sébastien (1616–1671)
Boureima, Boubacar (* 1950), Niger
Boursse, Esaias (1631–1672)
Boussingault, Jean-Louis (1883–1943)
Bouts, Aelbert (um 1455–1549), flämischer Maler
Bouts, Dierick (1410/20–1475)
Bouts, Dierick der Jüngere (um 1448–1491)
Bowien, Erwin Johannes (1899–1972), Deutschland
Bowling, Frank (* 1936), Guyana
Boyd, Arthur (1920–1999)
Boyd, Arthur Merric (1862–1940)
Boys, Thomas Shotter (1803–1874)
Boze, Joseph (1745–1826), Frankreich
Boznańska, Olga (1865–1940)

## Brac… bis Bray
Bracelli, Giovanni Battista (≈1588–1624/29)
Bracht, Eugen (1842–1921)
Bracquemond, Felix (1833–1914)
Bracquemond, Marie (1840–1916)
Bräckle, Jakob (1897–1987)
Bradford, Mark (* 1961), USA
Braekeleer, Adrien de (1818–1904), Belgien
Braekeleer, Ferdinand de (1792–1883)
Braekeleer, Henri de (1840–1888)
Braith, Anton (1836–1905)
Brakenburgh, Richard (1650–1702)
Bramante, Donato (≈1444–1514)
Bramantino (≈1465–1530)
Bramer, Leonaert (1596–1674)
Brand, Christian Hilfgott (1693/95–1756)
Brand, Friedrich August (1735–1806)
Brand, Johann Christian (1722–1795)
Brand, Werner (1933–2021)
Brandes, Matthias (* 1950)
Brandes, Peter (* 1944)
Brandl, Herbert (1959–2025)
Brandl, Petr Jan (1668–1735)
Brands, Eugene (1913–2002)
Brandt, Andreas (1935–2016), Deutschland
Brandt, Astrid (1963–2019)
Brandt, Heinrich Carl (1724–1787)
Brandt, Józef (1841–1915)
Brandt, Lutz (1938–2024)
Brangwyn, Frank (1867–1956)
Braque, Georges (1882–1963)
Brass, Hans (1885–1959)
Brasse-Forstmann, Alice (1903–1990)
Bratby, John (* 1928)
Brauer, Arik (1929–2021)
Braun, Anna Maria (1642–1713)
Braun, Louis (1836–1916)
Braun, Matti (* 1968)
Braun, Nikolaus (1900–1950)
Braun, Rudolf (1867–1940)
Braun Rudolph oder Rudolf (1788–1857), Schweiz
Braun, Theo (1922–2006)
Braun-Ratkowski, Anneliese (1903–?)
Brauner, Victor (1903–1966)
Braungart, Johannes (1803–1849)
Braunschweiger Monogrammist (1. H. 16. Jh.)
Bravo, Claudio (1936–2011), Chile
Bray, Alan (* 1946)
Bray, Dirk de (≈1650–1680)
Bray, Jan de (≈1627–1697)
Bray, Joseph de (1628/34–1664)
Bray, Salomon de (1597–1664)

## Brea bis Brey…
Bréa, Antoine († 1545)
Bréa, François (um 1492 bis nach 1555)
Bréa, Louis (um 1450–1522/23)
Brecht, George (1926–2008), USA
Breck, John Leslie (1860–1899)
Breda, Carl Frederik von (1759–1818)
Breda, Lukas von (1676–1752), Schweden
Bredow, Rudolf (1909–1973), Deutschland
Brée, Mathieu Ignace van (1773–1839)
Bree, Philippe Jacques van (1786–1871)
Breenbergh, Bartholomeus (1598–1657), Niederlande
Breest, Willy (1891–1952)
Brehmer, Klaus-Peter (KP Brehmer 1938–1997)
Breinlinger, Hans (1888–1963)
Breithut-Munk (1867–1915), Österreich
Breitner, George Hendrik (1857–1923)
Brekelenkam, Quiringh van (um 1622 bis um 1668)
Breling, Heinrich (1849–1914)
Brendel, Walter L. (1923–2013)
Brendel, Albert (ab 1827)
Brenzinger, Johann Caspar (um 1651–1737)
Bresdin, Rodolphe (1822–1885)
Breslau, Marie Louise-Cathérine (1856–1927)
Brest, Fabius (1823–1900), Frankreich
Breton, Jules (1827–1906)
Bretschneider, Johann Michael (1680–1729)
Brett, John (1831–1902)
Bretz, Julius (1870–1953)
Breu der Ältere, Jörg (um 1475–1537)
Breu der Jüngere, Jörg (nach 1510–1547)
Breuer, Leo (1893–1975)
Brewster, John (1766–1854)
Breytenbach, Breyten (1939–2024)

## Bria… bis Brzo…
Brianchon, Maurice (1899–1979)
Bricher, Alfred Thompson (1837–1908), USA
Bril, Mathijs (1550–1583)
Bril, Paul (1556–1626), flämischer Maler
Brinckmann, Philipp Hieronymus (1709–1760), Deutschland
Brina, Francesco del (1540–1586), Italien
Brion, Gustave (1824–1877), Frankreich
Brioschi, Karl (1826–?)
Britze, Marianne (1883–1980), Deutschland
Brjullow, Karl Pawlowitsch (1799–1852), Russland
Brockerhoff, Joe (1952–2023), Deutschland
Brockhusen, Theo von (1882–1919)
Brockmann, Gottfried (1903–1983), Deutschland
Brodowski, Józef (1772–1853), Polen
Brodski, Isaak (1884–1939), Russland
Broederlam, Melchior (nachweisbar 1381–1409)
Bromeis, August (1813–1881), Deutschland
Bronckhorst, Jan Gerritsz van (1603–1661), Niederlande
Bronzino, Agnolo (1503–1572), Italien
Brooks, James (1906–1992), USA
Brooks, Romaine (1874–1970)
Brooks, Romaine (1874–1970)
Brosamer, Hans (1495–1554)
Brosinski, Jenny
Brostrup, Jacob (1973–) Dänemark
Broto, José Manuel (1949–) Spanien
Brouwer, Adriaen (1605/06–1638)
Brouwer, Cornelis (1634–1681)
Brown, Cecily (* 1969)
Brown, Ford Madox (1821–1893)
Brown, Glenn (* 1966)
Brown, Rush (* 1948)
Browne, George Elmer (1871–1946), USA
Brownell, Charles De Wolf (1822–1909)
Brozik, Wenzel (1851–1901)
Bruce, Patrick Henry (1881–1936)
Bruchwitz, Wolfgang (* 1953)
Brücke, Johann Wilhelm (1800–1874)
Bruck, Lajos (1846–1910)
Brückner, Max (1836–1919)
Bruder, Anton (1898–1983)
Brueghel, Abraham (1631–1697)
Brueghel der Ältere, Jan (1568–1625)
Brueghel der Jüngere, Jan (1601–1678)
Brueghel der Ältere, Pieter (≈1525/30–1569)
Brueghel der Jüngere, Pieter (1564–1638)
Brügger, Arnold (1888–1975)
Brühlmann, Hans (1878–1911)
Brüllow, Karl Pawlowitsch (1799–1852)
Brüning, Peter (1929–1970)
Brugghen, Hendrick ter (1588–1629)
Bruni, Bruno (* 1935)
Bruni, Fjodor (1799–1875)
Brunner, Ferdinand (1870–1945), Österreich
Brunner, Joseph (1826–1893), Österreich
Brunner, Maria (* 1962), Österreich
Brunner, Wolfgang Peter (* 1948)
Brunovský, Albín (Zohor 1935–1997 Bratislava)
Brus, Günter (1938–2024), Österreich
Brusasorzi, Domenico (≈1516–1567), Italien
Brusasorzi, Felice (1539/40–1605), Italien
Bruse, Hermann (1904–1953)
Bruskin, Grigori (* 1945)
Bruyn der Ältere, Bartholomäus (1493–1555)
Bruyn der Jüngere, Bartholomäus (1523/25–1607/10)
Bruzzi Stefano (1835–1904)
Bryen, Camille (1907–1977)
Brzozowski, Tadeusz (1918–1987)

## Buc... bis Bur...
Buchheim, Lothar-Günther (1918–2007), Deutschland
Buchheister, Carl (1890–1964), Deutschland
Buchholtz, Tina (* 1963)
Buchholz, Erich (1891–1972), Deutschland
Buchholz, Heinz (1906–1984), Deutschland
Buchner, Melchior (1695–1758)
Buchner, Wolfgang (* 1946), Österreich
Buchser, Frank (1828–1890), Schweiz
Buck, Jan (1922–2019), Deutschland
Buelens, Félix (1850–1921), Belgien
Büchsel, Elisabeth (1867–1957), Deutschland
Bühler, Hans Adolf (1877–1951), Deutschland
Bühlmann, Emil (1900–1935), Deutschland
Bürkel, Heinrich (1802–1869), Deutschland
Buffalmacco, Buonamico (um 1290–nach 1341), Italien
Buffet, Bernard (1928–1999), Frankreich
Bugatto, Zanetto (vor 1458–1474), Italien
Bugiardini, Giuliano (1476–1555), Italien
Bukovac, Vlaho (1855–1922)
Bulatow, Erik (* 1933), Russland
Bulgarini, Bartolomeo (nachweisbar 1337–1373)
Bunbury, Henry William St. Pierre (1812–1875)
Bunel, Jacques (1558–1614)
Bunge-Ottensen, Hans (1899–1983), Deutschland
Bungter, Hans Michael (1896–1969), Deutschland
Bunk, Holger (* 1954)
Bunke, Franz (1857–1939)
Bunker, Dennis Miller (1861–1890)
Buoninsegna, Duccio di (um 1255–1319)
Buontalenti, Bernardo (1531–1608)
Burbarini, Deifebo (1619–1680), Italien
Burbridge, Claire (* 1971), England
Burch, Hendrick van der (nachweisbar 1649–1669)
Burchartz, Max (1887–1961)
Burchfield, Charles Ephraim (1899–1967)
Buren, Daniel (* 1938), Frankreich
Burger, Anton (1824–1905)
Burger, Ludwig (1825–1884),
Burger, Johann (1829–1912)
Burger-Mühlfeld, Fritz (1882–1969)
Burges, Michael (* 1954)
Burghart, Hermann (1834–1901)
Bürgi, Jakob (1737–1795), Schweiz
Burgkmair der Ältere, Hans (1473–1531)
Buri, Max (1868–1915)
Burkart, Albert (1898–1982)
Bürkel, Heinrich (1802–1869)
Burkhardt, Fritz (1900–1983), Deutschland
Burkhardt, Heinrich (1904–1985)
Burljuk, Dawid Dawidowitsch (1882–1967)
Burljuk, Wladimir (1886–1917)
Burmeister, Siegfried (1906–1998)
Burnand, Eugène (1850–1921), Schweiz
Burne-Jones, Edward (1833–1898)
Burnet, John (1784–1868)
Burpee, William Partridge (1846–1940)
Burra, Edward (1905–1976)
Burri, Alberto (1915–1995)
Burrini, Giovanni Antonio (1656–1727), Italien
Burte, Hermann (1879–1960)
Burssens, Jan (1925–2002)
Bury, Friedrich (1763–1823)
Bury, Pol (1922–2005), Belgien

## Bus... bis Bys...
Busch, Peter (* 1952), Deutschland
Busch, Wilhelm (1832–1908), Deutschland
Buschmann, Artur (1895–1971), Deutschland
Bush, Jack (1909–1977)
Busianis, Jorgo (1885–1959)
Buthe, Michael (1944–1994), Deutschland
Buti, Giovanni Antonio (tätig um 1750), Italien
Butinone, Bernardino (um 1450 bis nach 1507), Italien
Büttner, Werner (* 1954), Deutschland
Bustamante, Jean-Marc (* 1952), Frankreich
Buvelot, Abram Louis (1814–1888)
Buys, Jacobus (1724–1801)
Buytewech, Willem Pietersz. (1585 oder 1591/92–1624), Niederlande
Byrne, John (* 1950), Vereinigtes Königreich
Byss, Johann Rudolf (1660–1738), Schweiz und Deutschland